# Hederos and Hellberg
Hederos and Hellberg est un duo suédois, composé de Martin Hederos (claviers) et de Mattias Hellberg (chant), actif de 2000 à 2003.

## Un duo éphémère
Le répertoire d'Hederos et Hellberg est surtout fait de reprises de classiques du rock, transformés en ballades tristes, portées par la voix éraillée de Mattias Hellberg.
Seul l'album de 2001, Together in the Darkness, a été distribué en France par le label Fargo.
Le duo s'est séparé, par nécessité pour Hederos de participer à temps plein au groupe The Soundtrack of Our Lives. Hellberg, de son côté, a sorti un album et pris part à plusieurs groupes tels que Hellacopters et Diamond's Dog.

## Discographie

### Albums
- Hederos & Hellberg, Gravitation [CD], 2000
- Together in the Darkness, Silence [CD, LP], 2001

### Mini album
- Take Care E.P., [CD], 2003